# Minimalgenom
Ein Minimalgenom ist ein Genom eines Organismus, das nur die genetische Information enthält, die für das Leben unter definierten Bedingungen notwendig sind. Für Produktionsorganismen werden diese in der Regel durch Gene zur Herstellung der anvisierten Produkte ergänzt. Minimalgenome stellen die Basis für die synthetische Herstellung von Organismen in der synthetischen Biologie dar, mit denen die Effizienz und das Spektrum biotechnologisch genutzter Organismen erhöht werden soll.
Das wissenschaftlich bekannteste Projekt zur Herstellung eines Minimalgenoms ist das Mycoplasma laboratorium, das nur die essentiellen Gene einer Mycoplasma-Art enthalten soll.